# Mackenzell
Mackenzell ist ein Stadtteil von Hünfeld im osthessischen Landkreis Fulda.

## Geographie
Das Dorf liegt am Fluss Nüst und am Molzbach in der Hessischen Rhön. Hünfeld befindet sich im Nordwesten, 1 km entfernt; Fulda ist etwa 16 km entfernt. Mackenzell liegt an der Landesstraße L 3176.

## Geschichte

### Frühgeschichte
Bei der Erschließung eines Neubaugebietes im Westen Mackenzells stieß man im Jahre 2001 auf Reste einer keltischen Siedlung. Daraufhin wurden die Erschließungsarbeiten gestoppt, bis die Ausgrabungen beendet waren. Zu Tage kamen die Grundmauern einiger keltischer Gebäude sowie die Überreste von Brennöfen zur Keramikherstellung, in denen noch Keramikscherben gefunden wurden. Die Straßennamen des heutigen Neubaugebietes sowie zwei fast originalgetreu wiederhergestellte Gebäude der Keltenzeit weisen auf diese Vergangenheit hin.

### Ortsgeschichte
Die älteste und durch zahlreiche Veröffentlichungen bekannteste Theorie über die Entstehung des Ortes bezieht sich auf eine Schenkungsurkunde an das Fuldaer Kloster vom 18. Juni 824. Darin wird „Mattencella“ erwähnt; daraus soll das heutige Mackenzell hervorgegangen sein. Nach neueren Forschungen handle es sich allerdings bei „Mattencella“ um eine Wüstung im Fränkischen.
Nach der Theorie von Konrad Lübeck (1937) wurde Mackenzell 740 als ein sogenanntes Eigenkloster vom Fuldaer Kloster gegründet. Bekannt ist das Geschlecht der Macconen, das im Bereich des Nüsttals Grundbesitz hatte. Laut Lübeck gründete Graf Macco das Kloster, dessen Vogtei er später seinem Sohn Matto vererbte.
Heute geht man davon aus, dass Mackenzell erst um das Jahr 1000 gegründet wurde. Dies lässt sich aus dem Namen Mackenzell, einer Namensgebung aus dem Hochmittelalter, schließen.
Der heutige Name Mackenzell wurde erstmals im Jahre 1146 im Zusammenhang mit Bertho von Macgencella, einem Ministerialen der Abtei Hersfeld, erwähnt. Bis zum Ende des HRR war Mackenzell Sitz des Oberamtes Mackenzell.
Hessische Gebietsreform (1970–1977)
Zum 1. Februar 1971 wurde die bis dahin selbständige Gemeinde Mackenzell im Zuge der Gebietsreform in Hessen auf freiwilliger Basis in die Stadt Hünfeld eingemeindet. Für Mackenzell wurde, wie für die übrigen bei der Gebietsreform nach Hünfeld eingegliederten Gemeinden, ein Ortsbezirk gebildet.

### Verwaltungsgeschichte im Überblick
Die folgende Liste zeigt die Staaten und Verwaltungseinheiten, denen Mackenzell angehört(e):
- vor 1803: Heiliges Römisches Reich, Hochstift Fulda, Amt/Oberamt Mackenzell
- 1803–1806: Heiliges Römisches Reich, Fürstentum Nassau-Oranien-Fulda, Fürstentum Fulda, Amt Hünfeld
- 1806–1810: Kaiserreich Frankreich, Fürstentum Fulda (Militärverwaltung)
- 1810–1813: Großherzogtum Frankfurt, Departement Fulda, Distrikt Hünfeld
- ab 1816: Kurfürstentum Hessen, Großherzogtum Fulda, Amt Hünfeld
- ab 1821/22: Kurfürstentum Hessen, Provinz Fulda, Kreis Hünfeld[9][Anm. 2]
- ab 1848: Kurfürstentum Hessen, Bezirk Fulda
- ab 1851: Kurfürstentum Hessen, Provinz Fulda, Kreis Hünfeld
- ab 1867: Königreich Preußen, Provinz Hessen-Nassau, Regierungsbezirk Kassel, Kreis Hünfeld
- ab 1871: Deutsches Reich, Königreich Preußen, Provinz Hessen-Nassau, Regierungsbezirk Kassel, Kreis Hünfeld
- ab 1918: Deutsches Reich, Freistaat Preußen, Provinz Hessen-Nassau, Regierungsbezirk Kassel, Kreis Hünfeld
- ab 1944: Deutsches Reich, Freistaat Preußen, Provinz Kurhessen, Landkreis Hünfeld
- ab 1945: Deutsches Reich, Amerikanische Besatzungszone, Groß-Hessen, Regierungsbezirk Kassel, Landkreis Hünfeld
- ab 1946: Deutsches Reich, Amerikanische Besatzungszone, Hessen, Regierungsbezirk Kassel, Landkreis Hünfeld
- ab 1949: Bundesrepublik Deutschland, Hessen, Regierungsbezirk Kassel, Landkreis Hünfeld
- ab 1971: Bundesrepublik Deutschland, Hessen, Regierungsbezirk Kassel, Landkreis Hünfeld, Stadt Hünfeld
- ab 1972: Bundesrepublik Deutschland, Hessen, Regierungsbezirk Kassel, Landkreis Fulda, Stadt Hünfeld

## Bevölkerung
Einwohnerstruktur 2011
Nach den Erhebungen des Zensus 2011 lebten am Stichtag, dem 9. Mai 2011, in Mackenzell 1683 Einwohner. Darunter waren 12 (0,7 %) Ausländer.
Nach dem Lebensalter waren 324 Einwohner unter 18 Jahren, 690 zwischen 18 und 49, 378 zwischen 50 und 64 und 294 Einwohner waren älter. Die Einwohner lebten in 666 Haushalten. Davon waren 156 Singlehaushalte, 183 Paare ohne Kinder und 267 Paare mit Kindern, sowie 51 Alleinerziehende und 6 Wohngemeinschaften. In 129 Haushalten lebten ausschließlich Senioren und in 453 Haushaltungen lebten keine Senioren.
Einwohnerentwicklung
- 1812: 44 Feuerstellen, 479 Seelen[1]

| Mackenzell: Einwohnerzahlen von 1812 bis 2020 | Mackenzell: Einwohnerzahlen von 1812 bis 2020 | Mackenzell: Einwohnerzahlen von 1812 bis 2020 | Mackenzell: Einwohnerzahlen von 1812 bis 2020 | Mackenzell: Einwohnerzahlen von 1812 bis 2020 |
| --- | --------------------------------------------- | --------------------------------------------- | --------------------------------------------- | --------------------------------------------- |
| Jahr |                                               |                                               |                                               | Einwohner                                     |
| 1812 | 1812                                          |                                               | 479                                           | 479                                           |
| 1834 | 1834                                          |                                               | 528                                           | 528                                           |
| 1840 | 1840                                          |                                               | 558                                           | 558                                           |
| 1846 | 1846                                          |                                               | 559                                           | 559                                           |
| 1852 | 1852                                          |                                               | 523                                           | 523                                           |
| 1858 | 1858                                          |                                               | 508                                           | 508                                           |
| 1864 | 1864                                          |                                               | 499                                           | 499                                           |
| 1871 | 1871                                          |                                               | 461                                           | 461                                           |
| 1875 | 1875                                          |                                               | 460                                           | 460                                           |
| 1885 | 1885                                          |                                               | 417                                           | 417                                           |
| 1895 | 1895                                          |                                               | 452                                           | 452                                           |
| 1905 | 1905                                          |                                               | 421                                           | 421                                           |
| 1910 | 1910                                          |                                               | 418                                           | 418                                           |
| 1925 | 1925                                          |                                               | 503                                           | 503                                           |
| 1939 | 1939                                          |                                               | 620                                           | 620                                           |
| 1946 | 1946                                          |                                               | 1.059                                         | 1.059                                         |
| 1950 | 1950                                          |                                               | 1.073                                         | 1.073                                         |
| 1956 | 1956                                          |                                               | 982                                           | 982                                           |
| 1961 | 1961                                          |                                               | 954                                           | 954                                           |
| 1967 | 1967                                          |                                               | 1.084                                         | 1.084                                         |
| 1970 | 1970                                          |                                               | 1.161                                         | 1.161                                         |
| 1980 | 1980                                          |                                               | ?                                             | ?                                             |
| 1987 | 1987                                          |                                               | 1.430                                         | 1.430                                         |
| 2000 | 2000                                          |                                               | ?                                             | ?                                             |
| 2011 | 2011                                          |                                               | 1.683                                         | 1.683                                         |
| 2015 | 2015                                          |                                               | 1.665                                         | 1.665                                         |
| 2020 | 2020                                          |                                               | 1.807                                         | 1.807                                         |
| Datenquelle: Historisches Gemeindeverzeichnis für Hessen: Die Bevölkerung der Gemeinden 1834 bis 1967. Wiesbaden: Hessisches Statistisches Landesamt, 1968. Weitere Quellen: LAGIS; Stadt Hünfeld; Zensus 2011 |                                               |                                               |                                               |                                               |

Historische Religionszugehörigkeit
| • 1885: | 28 evangelische (= 6,71 %), 389 katholische (= 73,29 %) Einwohner |
| • 1961: | 45 evangelische (= 4,72 %), 903 katholische (= 94,65 %) Einwohner |

## Politik
Für Mackenzell besteht ein Ortsbezirk (Gebiete der ehemaligen Gemeinde Mackenzell) mit Ortsbeirat und Ortsvorsteher nach der Hessischen Gemeindeordnung. Der Ortsbeirat besteht aus neun Mitgliedern. Bei den Kommunalwahlen in Hessen 2021 betrug die Wahlbeteiligung zum Ortsbeirat 64,24 %. Es erhielten die CDU mit 63,76 % sechs Sitze, und die „Christliche Wähler-Einheit“ mit 36,26 % drei Sitze. Der Ortsbeirat wählte Katja Hartung-Jesensky zur Ortsvorsteherin.

## Bauwerke

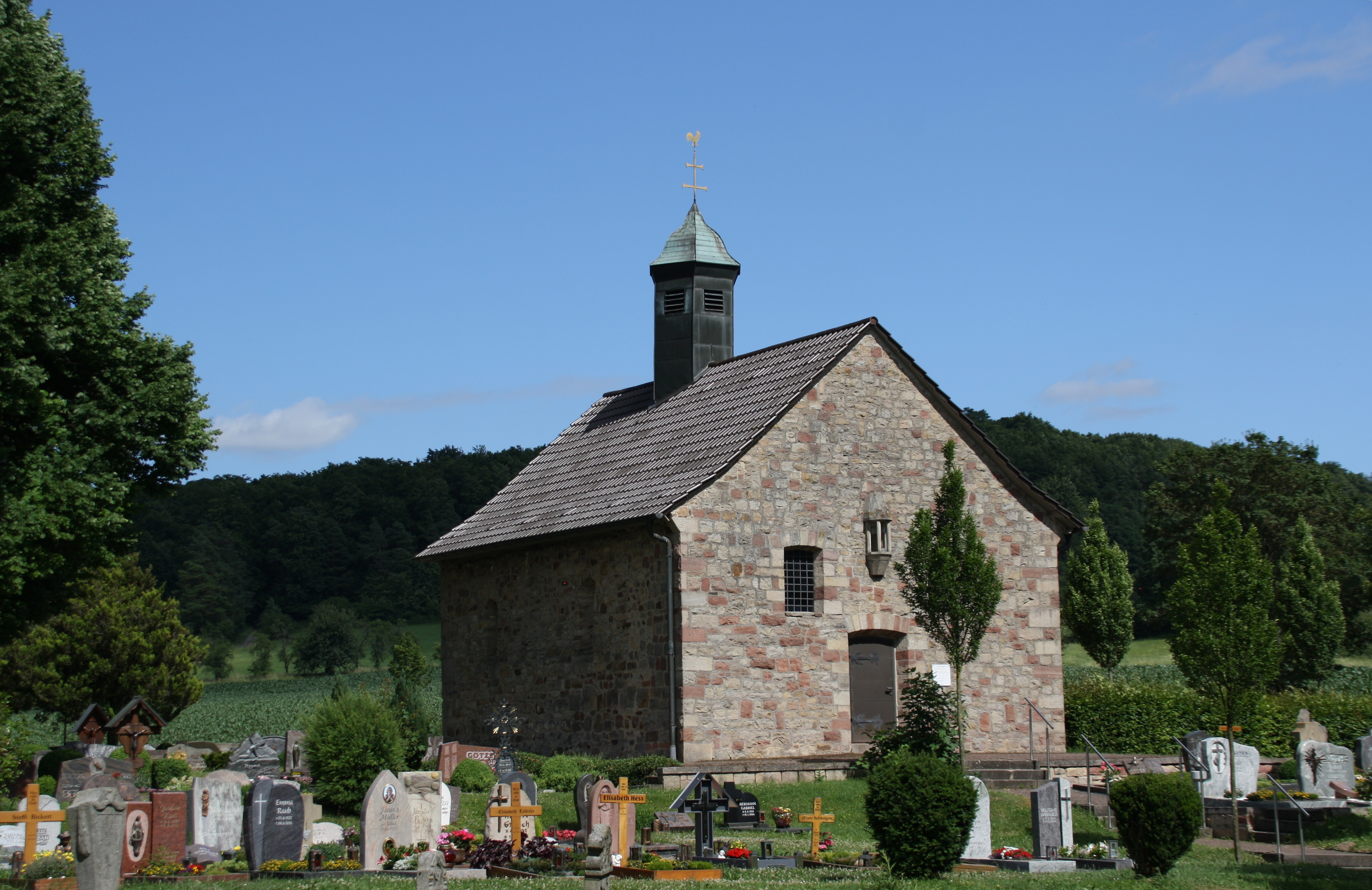
Weißenbornkapelle mit Friedhof in Mackenzell

### Burg und Wasserschloss
Im Jahre 1146 wurden die Herren von Mackenzell erstmals urkundlich erwähnt. Zu diesem Zeitpunkt war Alt-Mackenzell noch unbefestigt. Erst 1253 wurden Mauern und Wall durch Fürstabt Heinrich IV. von Erthal befestigt. 1273 eroberte Fürstabt Bertho IV. von Bimbach die Burg und zerstörte sie. Ab 1334 gehörte die Burg denen von Bimbach und Schenkenwald, später erwarben die Herren von Buchenau den Großteil. 1415 kam die Burg in den Besitz des Fuldaer Fürstabts. Ein Wappen über dem Eingang des Treppenturms zeugt noch heute davon. Ein Ausbau zum Schloss erfolgte 1606–1622 durch Fürstabt Johann Friedrich von Schwalbach. Mit dem Umbau 1923 erfolgte eine neue Nutzung als Oberförsterei. 1952 wurde das Schloss von der Gemeinde erworben und als Wohnraum vermietet. Nach Übergang in Privatbesitz 1968 wurde das Schloss in ein Schlosshotel umgebaut und einige Zeit als solches betrieben. 1973 erwarb der Guttemplerorden das Schloss, um es als Fachklinik für suchtkranke Menschen zu betreiben. Seit Anfang 2016 betreibt der Guttemplerorden das Schloss als Flüchtlingsunterkunft.

### Kirche
1736 begann Fürstabt Adolph von Dalberg den Bau einer barocken Kirche. Der Bau wurde 1746 durch Fürstbischof Amand von Buseck geweiht. Die Kirche stand bis zum Einmarsch der US-Amerikaner am 1. April 1945, als sie nach schwerem Beschuss völlig ausbrannte. Die Mackenzeller mussten daraufhin im Saal der Gaststätte Vögler ihre Gottesdienste abhalten. Am 24. Oktober 1948 wurde durch Diözesanbischof Johannes Dietz der Grundstein für eine neue Kirche gelegt, die am 7. Mai 1950 geweiht wurde.

### Herrenmühle
Die Herrenmühle ist ein mächtiges, schlossartiges Steingebäude am alten Verbindungsweg nach Dammersbach. Sie wurde kurz vor dem Dreißigjährigen Krieg errichtet, wie das steinerne Wappen des Fuldaer Fürstabtes Johann Friedrich von Schwalbach (1606–1622) über dem Eingang andeutet. Eine herrschaftliche Mühle wurde allerdings bereits im Jahre 1334 erwähnt. Im Jahre 1626 war sie Schauplatz eines blutigen Scharmützels, und auch bei den kurzen, heftigen Kampfhandlungen kurz vor Ende des Zweiten Weltkrieges blieb die Mühle, die 1961 ihren Mühlenbetrieb einstellte, nicht verschont.

## Naturdenkmäler
- Eiche bei Mackenzell mit einem Brusthöhenumfang von 6,00 m (2014).[14]

## Persönlichkeiten
- Bertho III. von Mackenzell († 2. November 1300), 1271 bis 1273 Fürstabt des Klosters Fulda
- Konrad Pfaff (* 27. Mai 1822 in Mackenzell; † 6. Mai 1861 in Hünfeld), Schriftsteller
- Wilm Hosenfeld (* 2. Mai 1895 in Mackenzell; † 13. August 1952 in Stalingrad), katholisch geprägter Wehrmachtsoffizier im Zweiten Weltkrieg, der mehreren Polen und Juden das Leben rettete. Verfilmung: Der Pianist (Polanski, 2002) mit Wladyslaw Szpilman